# Puig d'en Pou
El Puig d'en Pou és una muntanya de 173 metres que es troba al municipi de Pals, a la comarca catalana del Baix Empordà.